# Clásico (Bolivie)
Pour les articles homonymes, voir Classico.
Le Clásico (rivalité entre le Club The Strongest et le Club Bolivar), se réfère à l'antagonisme entre deux des principaux clubs de football de Bolivie, The Strongest La Paz créé en 1908 et le Club Bolivar créé en 1925. Les deux clubs sont basés à La Paz. 
The Strongest La Paz évolue au Stade Rafael Mendoza Castellón et le Club Bolivar évolue au Stade Olympique Hernando Siles.
La rivalité entre les deux clubs est due à leur popularité respective et apparaît dès les années 1920, pour s'amplifier dans les années 1970, lors de la création du championnat professionnel.

## Navigation